# Waterkrachtcentrale Arzni
De Waterkrachtcentrale Arzni (Armeens: Արզնի Հիդրոէլեկտրակայան, Arzni Hidroelektrakayan) is een waterkrachtcentrale in Armenië en ligt in de provincie Kotajk. De centrale heeft een elektrische capaciteit van 70,5 megawatt. Bij de centrale ligt Arzni en de centrale ligt aan de rivier de Hrazdan.